# Rosari Soto
Rosari Soto (també escrit Rosario Soto) és una mestra i escriptora valenciana i valencianista d'inicis del segle XX.
Els seus primers textos els publica a El Mercantil Valenciano en la dècada del 1930, on demanava un monument per a Guillem Sorolla, líder de la Revolta de les Germanies. A l'article, es fa el primer esment conservat del que posteriorment es coneixeria com Versió Alzira de l'Himne de l'Exposició, i arran de l'article, Bernat Bono i Barber li respondria, amigablement, en premsa.
Durant la guerra civil va ser directora de la Unió de Xiques del País Valencià, delegada de la CGT i secretària femenina del comité local de la Joventut d'Esquerra Republicana de València.
En acabar la guerra, se li va obrir un expedient en la secció politicosocial que va servir per a fitxar-la com a enemiga del règim a causa de la publicació d'un article en la revista Nueva República de Madrid el 1937.